# Laurisa Landre
Laurisa Émiline Landre (Pointe-à-Pitre, 27 de octubre de 1985) es una exjugadora francesa de balonmano que se desempeñaba como pivote y fue internacional con la selección francesa, con la que logró el oro mundial en 2017, la plata olímpica en 2016 y el bronce europeo en 2016.

## Trayectoria

### Clubes
Formada en el CJF Fleury Loiret HB (2003-2012), Landre dio el salto al Le Havre AC Handball en 2012, donde fue elegida mejor pivote de la Liga francesa en 2013 y 2014.
En 2015 firmó por el SCM Craiova rumano tras el descenso del club normando, afrontando su primera experiencia en el extranjero.  Su buen rendimiento la llevó en febrero de 2017 al Metz Handball, con el que conquistó la liga francesa en 2018.
En diciembre de 2017 se incorporó al Toulon Saint-Cyr Var Handball, club en el que cerró su carrera en 2020.

### Trayectoria de clubes
- 2003 – 2012:  CJF Fleury Loiret HB
- 2012 – 2015:  Le Havre AC Handball
- 2015 – 2017:  SCM Craiova
- 2017 – 2018:  Metz Handball
- 2018 – 2020:  Toulon Saint-Cyr Var Handball

### Selección
Debutó con la absoluta francesa el 11 de junio de 2014 ante Eslovaquia y acumuló más de 80 internacionalidades. Fue pieza clave en la plata olímpica lograda en Río 2016, en el bronce del Europeo 2016 y en el histórico oro del Mundial 2017 en Alemania.

## Premios y títulos

### Con la selección
- 1 × Medalla de oro en el Campeonato del Mundo (2017)
- 1 × Medalla de plata en los Juegos Olímpicos (2016)
- 1 × Medalla de bronce en el Campeonato de Europa (2016)

### Con sus clubes
- 1 × Liga femenina de balonmano de Francia (2018, con Metz Handball)

### Galardones individuales
- 2 x Mejor pivote de la Liga francesa (2013, 2014)[8]
- Caballero de la Orden Nacional de Mérito (Francia)[9]
- En el distrito de Saint-Exupéry de Poissy, la ciudad dónde creció, tiene un pabellón deportivo con su nombre desde 2016.[8]

## Vida personal
En junio de 2020 anunció su retirada definitiva para iniciar una carrera en el sector inmobiliario.